# Raïon de Boutcha
Le raïon de Boutcha (en ukrainien : Бучанський район) est un raïon (district) dans l'oblast de Kiev en Ukraine. Sa population est estimée à 375 536 habitants.
Avec la réforme administrative de 2020, le nouveau raïon absorbe ceux de Borodianka, Kyïv-Sviatotchyn et Makariv.

## Transport
L'aérodrome de Borodianka et l'aérodrome de Nalyvaykivka.

## Lieux d’intérêt
Le Domaine de Stamm.

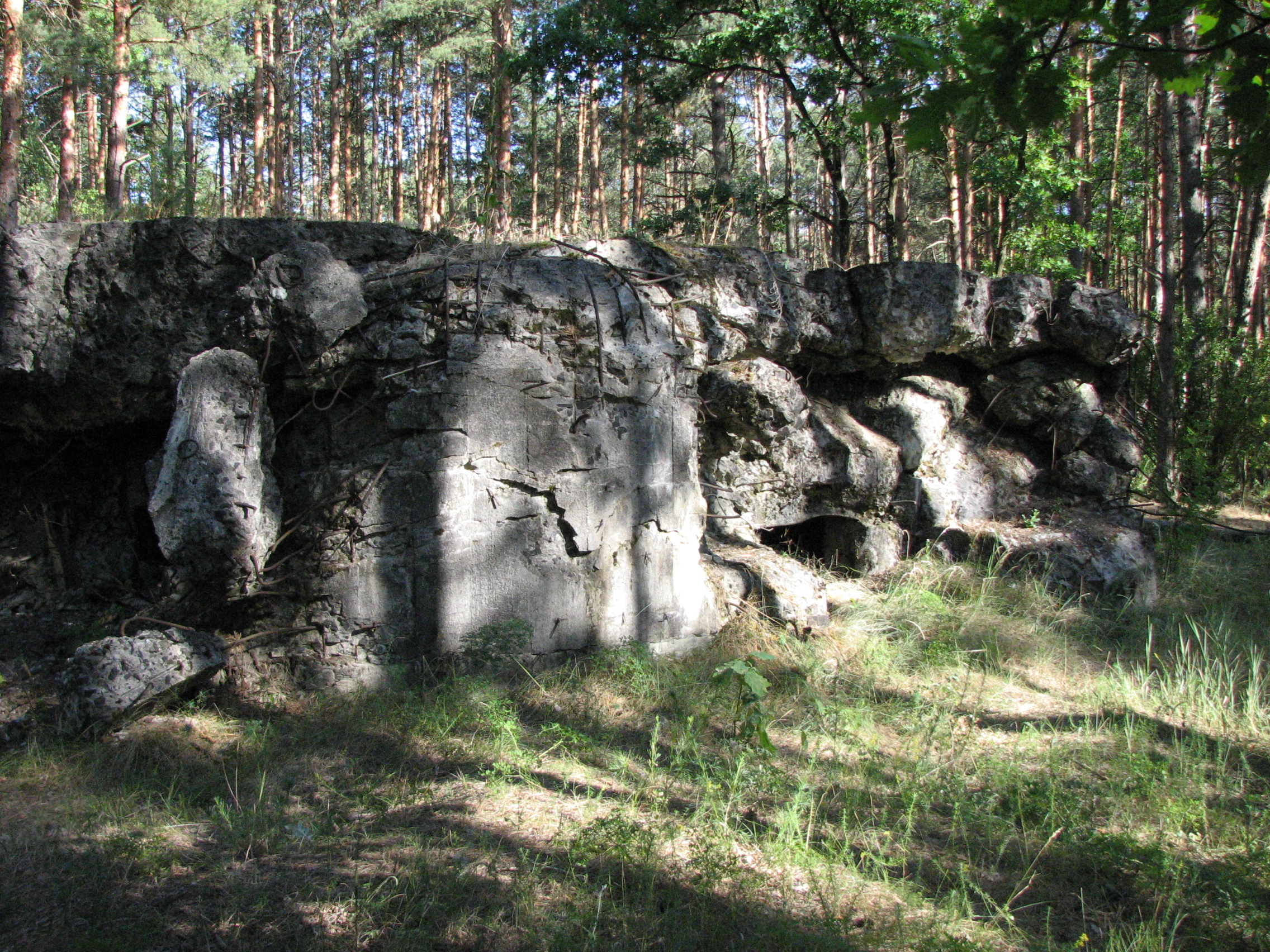
Buncker à Mochtchoun, classé[3],
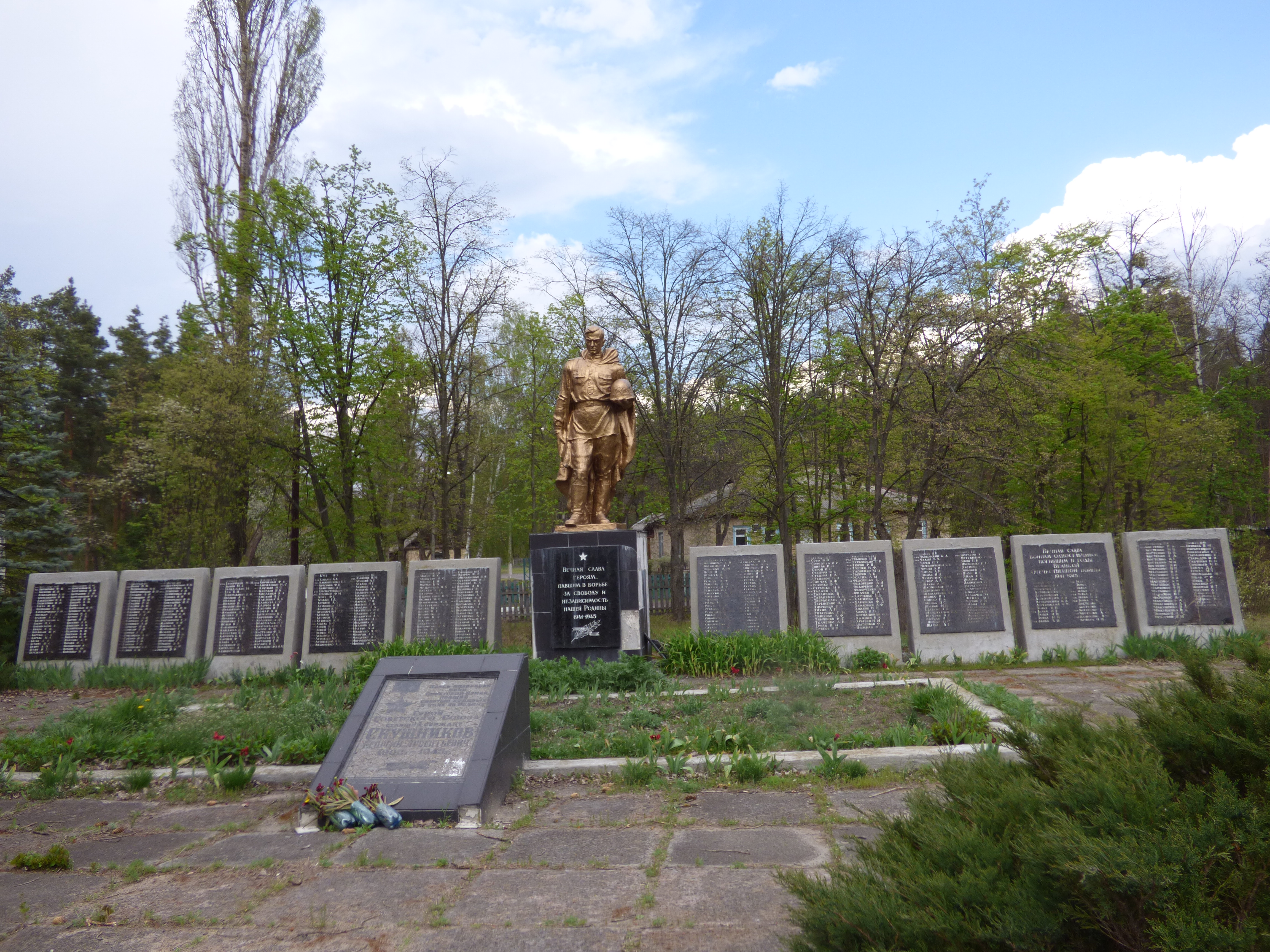
Monument 1941-45, classé[4],
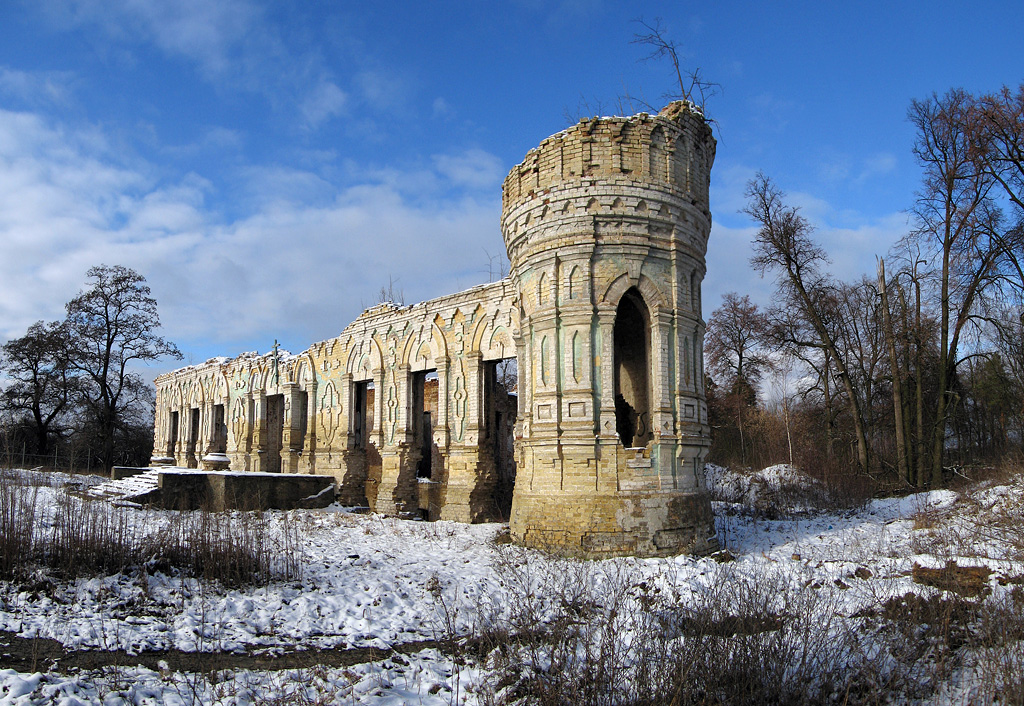
le manoir Osten-Saken, classé[5],
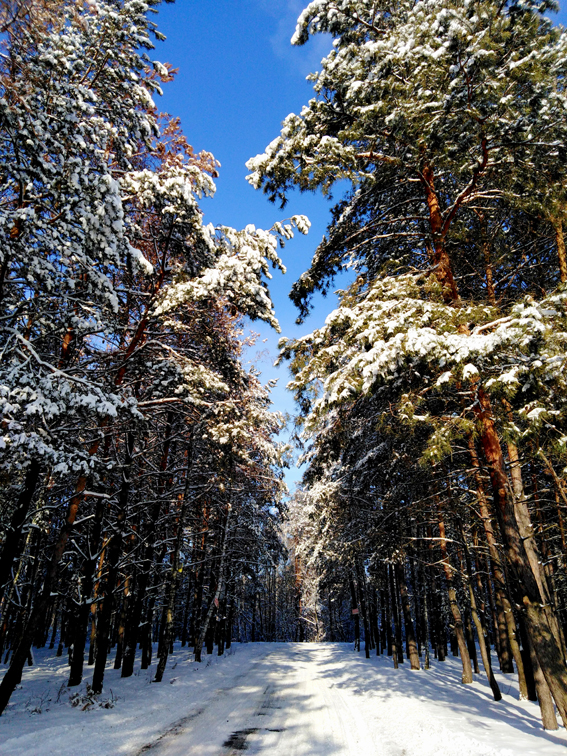
la réserve de Babka, classé[6],
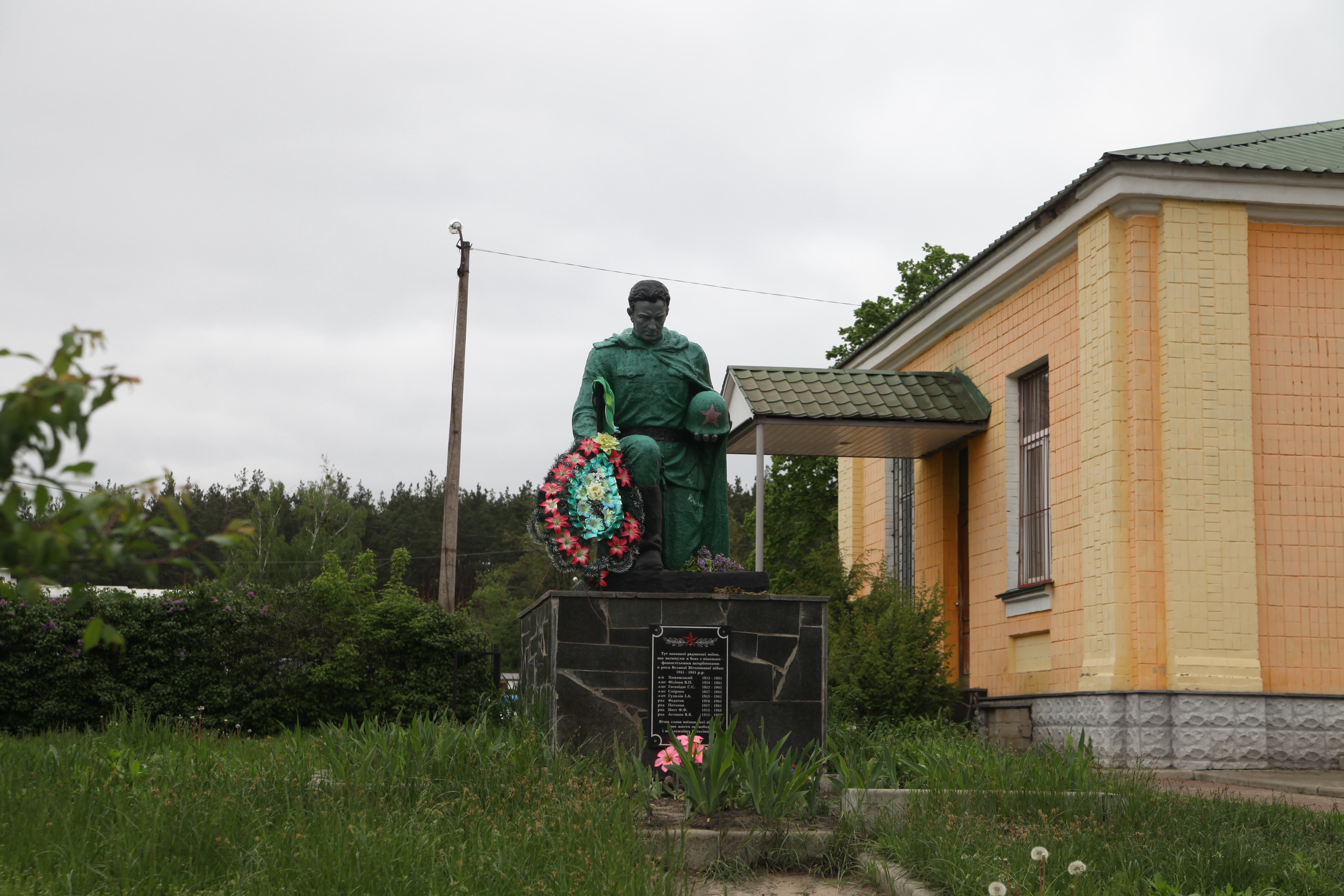
monument de la gare de Teteriv, classée[7],
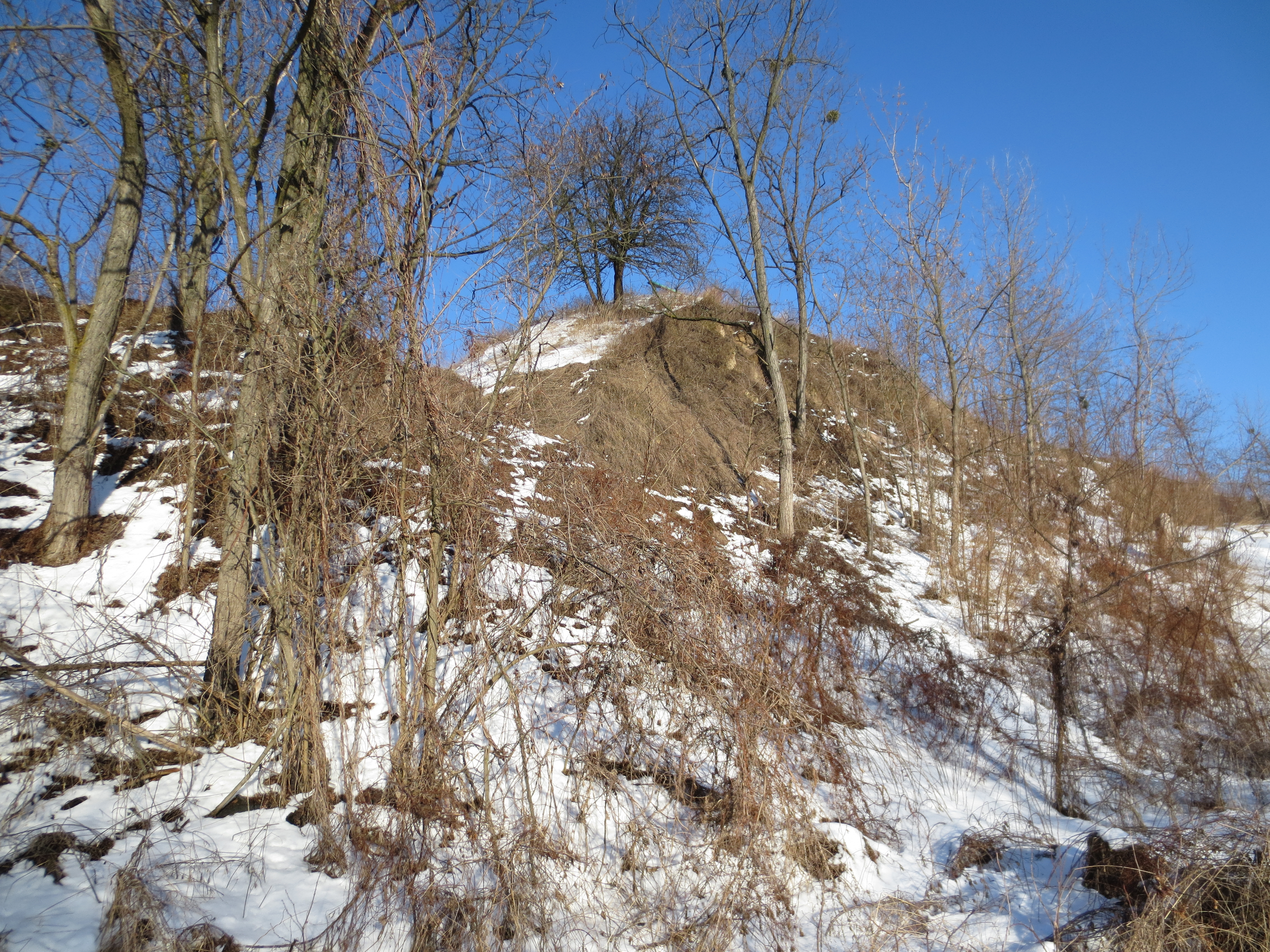
le fort de Khotiv, classé[8],